# Eustrotia obscura
Eustrotia obscura là một loài bướm đêm trong họ Noctuidae.